# Ellen DeGeneres

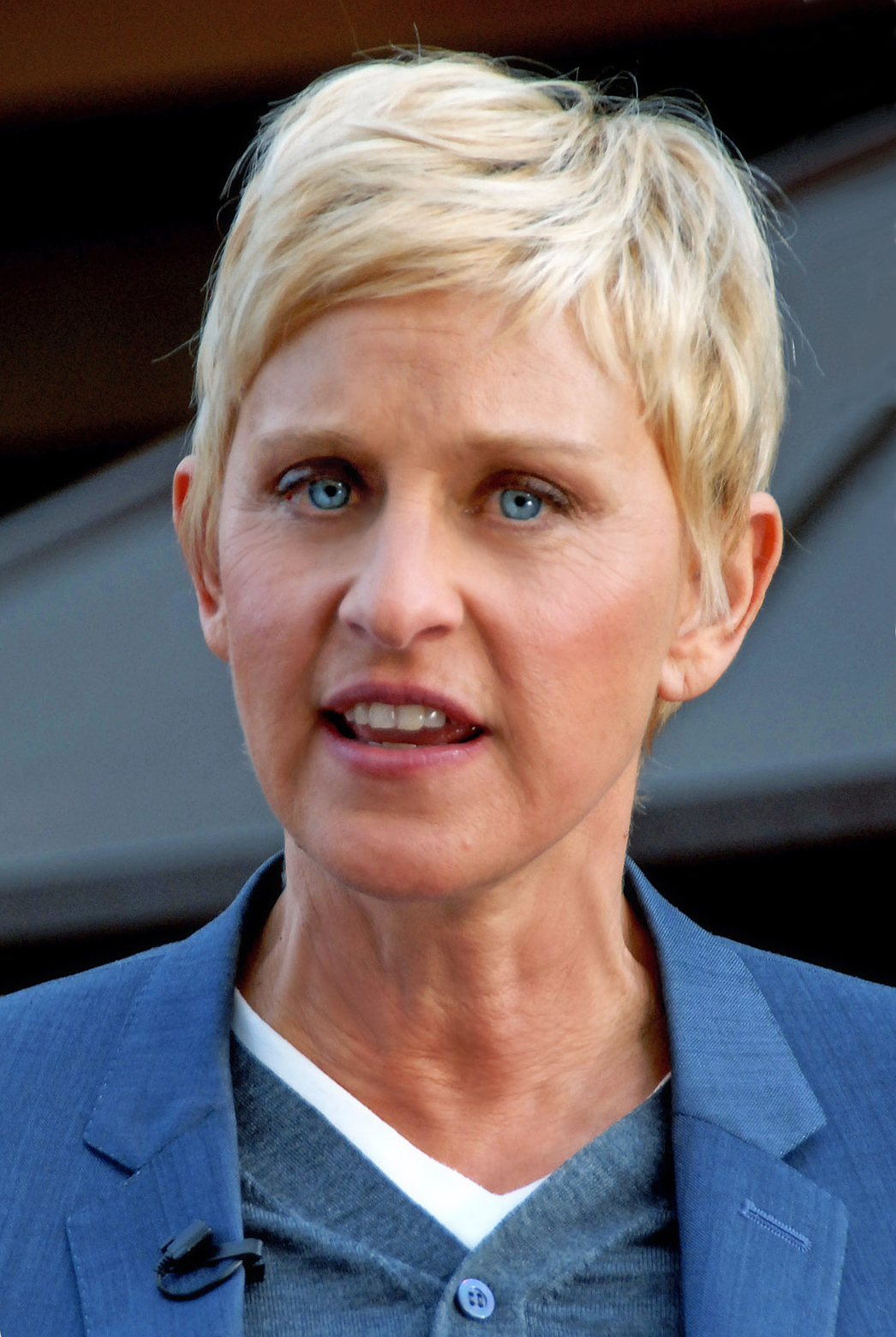
Ellen DeGeneres, 2011

Ellen Lee DeGeneres (anhörenⓘ) (* 26. Januar 1958 in Metairie, Louisiana) ist eine US-amerikanische Moderatorin, Komikerin, Schauspielerin und Autorin.

## Jugend
Die Tochter des Versicherungsmaklers Elliott Everett DeGeneres und der Sprachtherapeutin und Aktivistin Elizabeth „Betty“ Pfeffer (* 1930) wuchs mit ihrem älteren Bruder bei ihren Eltern in Metairie auf und war bis zu ihrem elften Lebensjahr Mitglied der Religionsgemeinschaft Christian Science. Nach der Scheidung der Eltern zog sie mit ihrer Mutter und deren zweitem Ehemann nach Atlanta (Texas), wo sie 1976 ihre Schulbildung abschloss. Nach einem Semester brach sie ihr anschließendes Studium der Kommunikationswissenschaft an der University of New Orleans ab und verdiente Geld mit verschiedenen Gelegenheitsjobs, unter anderem als Kellnerin und Barkeeperin.

## Karriere

### Karrierebeginn
Ellen DeGeneres begann ihre Entertainer-Karriere als Stand-up-Comedian in kleinen Clubs in New Orleans und in San Francisco, wo sie für kurze Zeit lebte. 1982 gewann sie den Showtime-Comedy-Wettbewerb „The Funniest Person in America“ und trat in Folge landesweit in Clubs auf. Danach trat sie in Late Night Shows und Comedy-Sendungen diverser Fernsehsender auf. 1986 hatte sie ihren ersten Auftritt in der renommierten Tonight Show von Johnny Carson mit ihrer Stand-Up-Performance „Phone Call to God“, der den tragischen Unfalltod ihrer damaligen Lebensgefährtin thematisierte. Mit einer Rolle in der Sitcom Open House begann 1989 ihre Fernsehkarriere als Schauspielerin.

### Erfolg, Outing und Krise

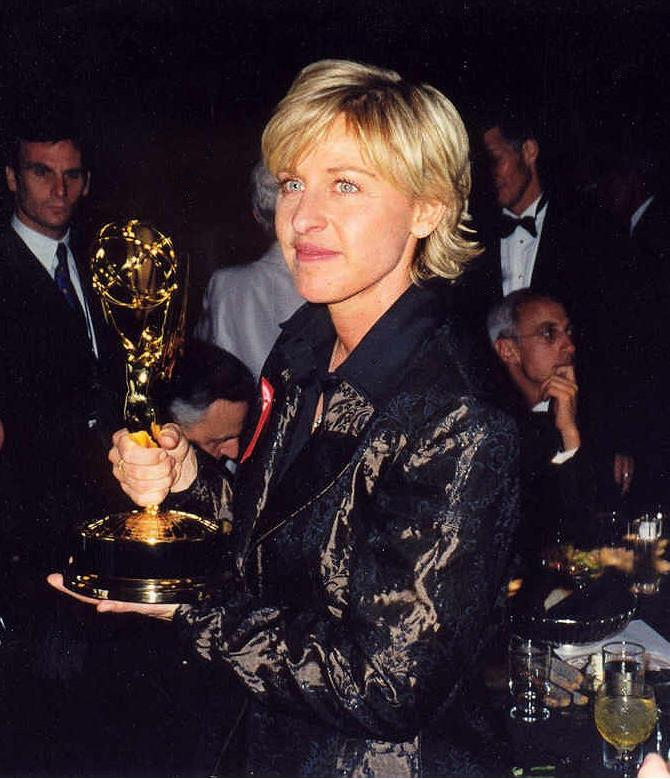
DeGeneres mit Emmy (1997)

Ihren größten Erfolg hatte sie mit der von ihr produzierten und nach ihr benannten ABC-Sitcom Ellen. 1997 outete sich die Serienfigur Ellen in der Folge The Puppy Episode (Das Outing) als lesbisch, zur selben Zeit hatte auch Ellen DeGeneres ihr Coming-out. Danach rückte der Fokus der Serie immer mehr auf Ellens Homosexualität. Während die Serie immer ernsthafter wurde, sanken die Einschaltquoten, und so wurde sie 1998 abgesetzt. Infolgedessen stand DeGeneres nach eigener Aussage trotz fünf erfolgreicher Staffeln mit 109 Episoden vor dem wirtschaftlichen Ruin. Zu diesem Zeitpunkt war sie mit der US-amerikanischen Schauspielerin Anne Heche liiert, deren Karriere ebenfalls durch ihr Coming-out beeinträchtigt wurde. Heche und DeGeneres trennten sich im Jahr 2000. DeGeneres hatte danach einige kleine Nebenrollen in Film- und Fernsehproduktionen, unter anderem in Doctor Dolittle und EDtv. Da sie zunächst ohne größere Angebote blieb, tourte sie bis 2001 als Stand-up-Comedian durch die USA.

### Comeback
2001 kehrte DeGeneres mit der Sitcom The Ellen Show ins Fernsehen zurück. Im selben Jahr moderierte sie die Verleihung der Emmy Awards, die wegen der Anschläge vom 11. September zweimal verschoben worden war, und sagte zu Beginn der Show: „What would bug the Taliban more than seeing a gay woman in a suit surrounded by Jews?“ („Was könnte die Taliban mehr ärgern, als eine homosexuelle Frau in einem Anzug zu sehen, die von Juden umgeben ist?“).
2003 war DeGeneres in dem Oscar-prämierten Animationsfilm Findet Nemo zu hören – als Stimme des unter Amnesie leidenden Fisches Dorie. Der Drehbuchautor und Regisseur Andrew Stanton wurde zur Figur des Fisches inspiriert, als seine Frau im Hintergrund DeGeneres’ Sitcom im Fernsehen anschaute, während er am Film schrieb. Die serienfigurtypische Redeweise von DeGeneres mit ihren langen Ausschweifungen brachte ihn auf die Figur des vergesslichen Fisches Dorie. Dazu äußerte sich DeGeneres später in der US-Talkshow von Larry King: „Das war es, was Dorie ausmachte. Er [Andrew Stanton] schrieb die Figur, während er mich im Hinterkopf hatte. Er kam zu mir und sagte: ‚Du musst einfach ja sagen, weil ich es nur für dich geschrieben habe.‘“
2003 startete sie ihre eigene Talkshow, The Ellen DeGeneres Show, für die sie 2004, 2005, 2006 und 2007 Emmys unter anderem in den Kategorien Outstanding Talk Show und Best Talk Show Host erhielt. Als Gastgeberin ihrer Talkshow hatte sie unter anderem 2004 einen Cameo-Auftritt in der Serie Six Feet Under – Gestorben wird immer. Im Februar 2007 sowie im März 2014 moderierte DeGeneres die Oscar-Verleihung. Als Nachfolgerin von Paula Abdul war DeGeneres 2010 Jurorin der neunten Staffel der Castingshow American Idol. Seit 1996 war sie die Hauptdarstellerin von „Ellen’s Energy Adventure“ im Pavillon Universe of Energy des Themenparks Epcot in Walt Disney World. Der Pavillon wurde 2017 geschlossen.
2020 gab es Vorwürfe von Mitarbeitern, dass hinter den Kulissen ihrer Show ein Klima der Angst und Einschüchterung herrsche. Im Juli 2020 entschuldigte sie sich schriftlich bei allen Angestellten und erklärte zugleich, die Schuld für die schlechten Arbeitsbedingungen liege nicht bei ihr, sondern bei den ausführenden Produzenten. Es wurden aber auch Vorwürfe laut, dass sich DeGeneres nicht um ihre Angestellten kümmere und auch nicht mit ihnen spreche. Im Mai 2022 wurde nach 19 Staffeln die letzte Folge der The Ellen DeGeneres Show ausgestrahlt.

## Weitere Auszeichnungen
Von 2005 bis 2012 wurde DeGeneres von den US-amerikanischen Zuschauern in jedem Jahr zur beliebtesten Moderatorin einer Talkshow im Tagesprogramm (Favorite Daytime Talk Show Host) und von 2005 bis 2008 zur witzigsten Frau im US-Fernsehen (Favorite Funny Female Star) gewählt. Vom Magazin Out wurde sie 2010 wie schon 2008 zur Nummer eins der fünfzig „Most Powerful Gay Men and Women in America“ gewählt. Bei der ersten Wertung im Jahre 2007 landete sie auf Platz drei und 2009 auf Platz zwei.
Am 4. September 2012 wurde Ellen DeGeneres mit dem Stern Nummer 2.477 auf dem Hollywood Walk of Fame (6270 Hollywood Blvd.) geehrt. Am 22. November 2016 wurde ihr die Presidential Medal of Freedom, die höchste zivile Auszeichnung der Vereinigten Staaten, verliehen.

## Engagement und Privatleben
Sie engagiert sich für die Organisation PFLAG (Parents, Families and Friends of Lesbians and Gays) und ist Sprecherin des HRC Coming Out Project. In ihrem Buch Love, Ellen beschreibt ihre Mutter Betty ihre Reaktion, als sich ihre Tochter als homosexuell outete.
DeGeneres’ Spendenaufruf für die Opfer des Hurrikans Katrina brachte zehn Millionen US-Dollar ein. Im Jahr 2007 wurde sie von Forbes auf Platz 17 der 20 reichsten Frauen im Entertainmentgeschäft gesetzt (geschätztes Vermögen: 65 Millionen US-Dollar; Jahreseinkommen: 15 Millionen US-Dollar).
DeGeneres ist seit Ende 2004 mit der Schauspielerin Portia de Rossi liiert. Einen Tag nachdem das in Kalifornien gültige Verbot gleichgeschlechtlicher Ehen durch das kalifornische Oberste Gericht aufgehoben worden war, gab DeGeneres in ihrer Sendung am 16. Mai 2008 bekannt, ihre Freundin heiraten zu wollen. Am 16. August 2008 wurde das Paar in DeGeneres’ Haus in Beverly Hills getraut.
DeGeneres ernährte sich aus ethischen Gründen für mehrere Jahre ihres Lebens vegan.

### Wohnsitz
Vor 2024 wohnten DeGeneres und Portia de Rossi in Südkalifornien, hauptsächlich in Montecito und Beverly Hills, wo sie über mehrere Jahre hinweg Häuser kauften, bewohnten und gewinnbringend wiederverkauften. Im August 2024 verkauften sie eine Immobilie in Carpinteria, Kalifornien für 96 Millionen US-Dollar.
Im November 2024 zog das Paar von seinem Haus in Montecito in die Region Cotswolds in England. Der Umzug soll Berichten zufolge durch die Wiederwahl von Donald Trump zum Präsidenten ausgelöst worden sein, und „sie [hätten] keine Pläne, in die Vereinigten Staaten zurückzukehren“. Das Paar hatte das Haus in den Cotswolds bereits vor der Präsidentschaftswahl gekauft.

## Rezeption
DeGeneres wird von vielen kritisiert für ihre vermeintliche Doppelmoral und den Umgang mit Mitarbeitern und Gästen ihrer Talkshow. Nachdem The Ellen DeGeneres Show über Jahre als Plattform der Freundlichkeit und des positiven Engagements gegolten hatte, wurden ab 2020 vermehrt Vorwürfe laut, die ein anderes Bild zeichneten. Mitarbeiter der Show beschrieben eine toxische Arbeitsumgebung, geprägt von Angst, Einschüchterung und Rassismus. Besonders heikel sind die Anschuldigungen, da DeGeneres öffentlich stets zu Güte und Respekt aufrief. Zusätzlich sorgten Berichte von Prominenten für Aufsehen, die DeGeneres’ Verhalten als unaufrichtig und teilweise herablassend darstellten. Prominente wie Brad Garrett und Lea Thompson bestätigten die negativen Erfahrungen mit DeGeneres, während andere wie Scooter Braun und Katy Perry ihre Unterstützung aussprachen.
Die Kritik erstreckt sich auch auf den Umgang der Show mit der COVID-19-Pandemie, wobei sich Crew-Mitglieder über mangelnde Kommunikation und unzureichenden Schutz beklagten. Trotz einer öffentlichen Entschuldigung und der Entlassung dreier Top-Produzenten bleibt der Skandal ein Schatten auf DeGeneres’ Karriere.

## Filmografie (Auswahl)
- 1989: Open House
- 1992: Laurie Hill
- 1993: Die Coneheads (Coneheads)
- 1994–1998: Ellen
- 1995: Mr. Wrong – Der Traummann wird zum Alptraum (Mr. Wrong)
- 1995: Roseanne (Season 7, # 21, „The Blaming of the shrew“)
- 1998: Goodbye Lover
- 1998: Dr. Dolittle (Stimme)
- 1999: EDtv
- 1999: Der Liebesbrief (The Love Letter)
- 2000: Women Love Women (If These Walls Could Talk II)
- 2001: The Ellen Show
- 2001: Will & Grace
- 2003–2022: The Ellen DeGeneres Show
- 2003: Pauly Shore Is Dead
- 2003: Findet Nemo (Finding Nemo, Stimme von Dorie)
- 2016: The Big Bang Theory (als sie selbst, „Das Freund-Feind-Dilemma“)
- 2016: Findet Dorie (Finding Dory, Stimme von Dorie)

## Werke
- 1995: My Point… And I Do Have One. Simon & Schuster, London, ISBN 0-7522-0179-4 (pbk)
- 2003: The Funny Thing Is… Simon & Schuster, London, ISBN 0-7432-4763-9 (pbk)
- 2011: Seriously… I’m Kidding. Grand Central Publishing, ISBN 978-0-446-58502-6
- 2012: Ich mach doch nur Spaß!: Und andere Dinge, die Ihnen helfen könnten, es aber wahrscheinlich nicht tun mvg Verlag, ISBN 978-3-86882-278-6
- 2015: Home. Grand Central Life & Style, ISBN 1-4555-3356-4

## Auszeichnungen

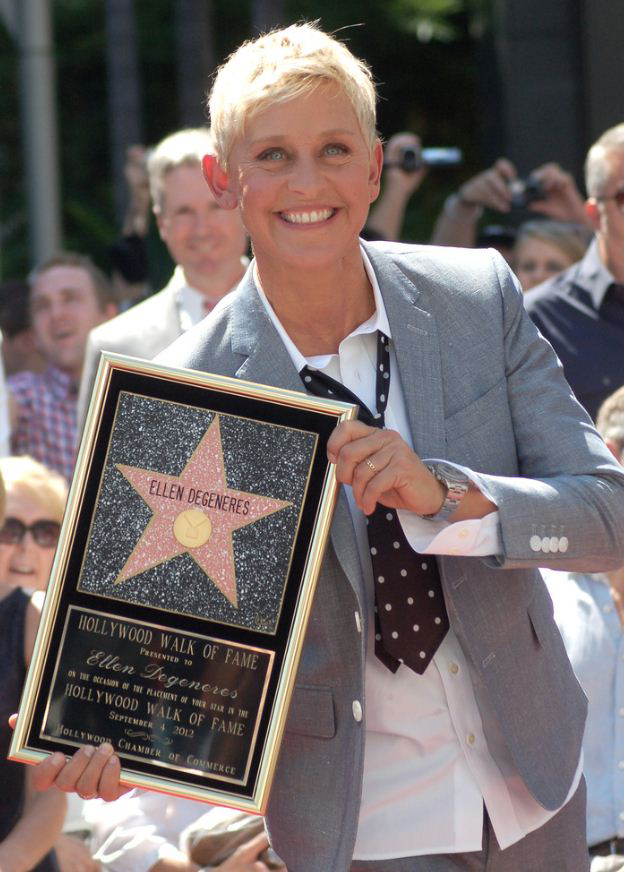
DeGeneres bei der Übergabe des Sterns auf dem Hollywood Walk of Fame im September 2012

- 1991: American Comedy Award – Funniest Female Stand-Up Comic
- 1995: American Comedy Award – Funniest Female Performer in a TV Special (Moderation The 46th Annual Primetime Emmy Awards)
- 1995: People’s Choice Awards – Favorite Female Performer in a new TV Series
- 1997: Emmy Award – Outstanding Writing for a Comedy Series (Ellen: The Puppy Episode)
- 2001: American Comedy Award – Funniest Female Performer in a TV Special (Ellen DeGeneres: The Beginning)
- 2004: Nickelodeon Kids' Choice Award – Favorite Voice From an Animated Movie (Findet Nemo)
- 2004: Daytime Emmy Award – Outstanding Talk Show (The Ellen DeGeneres Show)
- 2005: People’s Choice Awards – Favorite Talk Show Host, Favorite Funny Female Star
- 2005: Daytime Emmy Award – Best Talk Show Host, Outstanding Talk Show
- 2006: People’s Choice Awards – Favorite Talk Show Host, Favorite Funny Female Star
- 2006: Daytime Emmy Award – Best Talk Show Host, Outstanding Talk Show
- 2007: Daytime Emmy Award – Best Talk Show Host, Outstanding Talk Show
- 2007: People’s Choice Awards – Favorite Talk Show Host, Favorite Funny Female Star
- 2008: People’s Choice Awards – Favorite Talk Show Host, Favorite Funny Female Star
- 2008: Daytime Emmy Awards – Best Talk Show Host
- 2009: People’s Choice Awards – Favorite Talk Show Host
- 2010: People’s Choice Awards – Favorite Talk Show Host
- 2011: Daytime Emmy Award – Outstanding Talk Show (The Ellen DeGeneres Show)
- 2011: Teen Choice Awards – Choice Comedian
- 2012: People’s Choice Awards – Favorite Talk Show Host
- 2012: Teen Choice Awards – Choice Comedian
- 2012: Stern auf dem Hollywood Walk of Fame
- 2012: Mark-Twain-Preis
- 2013: People’s Choice Awards – Favorite Daytime TV Host
- 2014: People’s Choice Awards – Favorite Daytime TV Host
- 2015: People’s Choice Awards – Favorite Daytime TV Host
- 2016: People’s Choice Awards – Favorite Daytime TV Host
- 2016: Presidential Medal of Freedom[26]
- 2017: Nickelodeon Kids’ Choice Awards – Favorite Voice From an Animated Movie (Findet Dorie)
- 2020: Golden Globe – Carol Burnett Award[27]